# 劉北元
劉北元（1966年—），臺灣殺人犯、更生人、前保險法律師。生於雲林，幼年成長於南投集集鎮。畢業於台中一中、東海大學法律系研究所碩士、國立臺北大學博士班，擅長《保險法》。現經營管理顧問有限公司，粉絲專頁為「劉北元的保險世界」，近年積極開設多個教育訓練課程，力求提升台灣保險業務員和社會大眾對產壽險的知識與正確觀念，同時擔任多家金融保險公司的法律顧問，被財經法律業界和主流媒體廣泛譽為台灣保險法權威。

## 經歷
劉北元從1995年開始擔任律師，專攻保險法相關案件，由於深厚法學素養及縝密靈活的思考能力，執業前十年即名震保險法律業界，被譽為“名律師”，其負責案件多為台灣重大產險和保險理賠，如台電大潭燃氣渦輪發電計畫預約保險案、麥當勞公共意外責任保險理賠案、納莉颱風京華城影城淹水理賠案、象神颱風展碁公司倉儲淹水理賠案、象神颱風聯合報汐止倉儲理賠案。
921事件發生時，劉亦是重大案件如地震福益紡織理賠案、921地震旺宏電子損失理賠案、921地震遠東倉儲台中港碼頭損失理賠案負責律師。
另包括捷運工程內湖線CB420區段施工理賠案、台中港南填方區損失理賠、中國商銀（現為兆豐）遭冒領數億元理賠、國光電廠爆炸案、和平電廠風災理賠案、汐止東方科學園區理賠案、日月光中壢廠火災案、米堤飯店桃芝颱風土石流沖毀理賠案等事件，亦為劉之案件，為當時保險法律師中少見將才，企業和保險業界爭相聘請之名律師，打一場官司收入上百萬。
劉北元2007年擔任律師期間，負責之重大案件，還包括國內有史以來最大金融弊案：700多億元之力霸案。
2014年高雄發生大規模氣爆，造成巨大的傷亡與財務損失，逾百人傷亡，損失金額達40多億，國內多家保險公司承包肇禍廠商之責任保險，故於事故發生後一年，啟動保險理賠機制，並委託劉北元赴高雄辦理理賠事宜。
2021至2022年，新冠疫情蔓延全台，當時多家保險公司推出防疫險保單。但2022年國內疫情持續延燒之際，衛福部決定防疫政策由清零轉向共存，防疫險理賠創下數百億元天價並發生全球獨有的台灣“防疫險之亂”問題。
部分保險公司因將風險轉嫁再保，遂陸續向國外再保公司求償，劉北元於此時受聘擔任某知名保險公司法律顧問，協助辦理再保攤回事宜。據媒體報導，各大產險公司牽涉的攤回金額約331億台幣。
至今防疫險攤回事宜仍在進行中。

## 謀殺案
劉北元犯案前與前妻育有一子，但婚後仍有眾多女友，其中確定的至少有張秀鳳（本案被害人，1972年生，有四名兄弟姊妹，排行老么，從事房屋仲介）以及另一名翁姓女子，兩人均為劉犯案前十年認識。案發前四年，劉與其妻因個性不合協議離婚，劉每月支付龐大贍養費，但離婚後仍與前妻及兒子同住，以因應前妻期待家庭完整形象。劉與張姓女友常有金錢餽贈之舉，為與張共偕連理並儘快迎娶，不惜將所有財產送給妻子以求順利離婚，但不料張得悉劉淨身出戶後反而分手，因此多次爭執。
2007年8月24日下午3點23分，張偕其母開車至台中市精誠路、大墩二街口的「波士頓麵包店」買麵包，其母於車上等候；劉因不滿張與其分手，帶上菜刀欲自殘挽回，故駕車跟蹤張氏母女，並打電話邀張談判但遭拒，劉由此萬念俱灰失控揮刀致張女身亡。隨後劉透過擔任警官的胞兄向台中縣警察局霧峰分局自首，被捕時坐在賓士轎車駕駛座上等候。
劉因長年患有嚴重憂鬱症並長期服藥，犯案前曾到汽車賓館引汽車廢氣及刺腹自殺未遂，對於行兇記憶一片空白，並於案發後賣掉房產加上存款，籌得近千萬元作民事賠償與受害者家屬達成和解；法官依《中華民國刑法》判其殺人罪成，最終以國家培養人才不易為由判12年有期徒刑定讞，要求出獄後能為社會所用。受害者家屬也與劉達成和解。
劉入獄後因懊悔和痛苦曾企圖自殘，之後受洗當基督徒，服刑7年8個月後於2014年12月獲得假釋出獄，以更生團契志工身分到各大監獄服務。出獄後，被害者家屬主動與之聯繫，說自己也受洗成為基督徒，多年後得知劉在監獄中受洗成為基督徒而感動哭泣，在心裡告訴自己：『感謝主！那個人終於信主了。』受害者家屬表示：過去發生的事情讓他很痛苦，但是也很感謝上帝，因為這場悲劇，雙方都認識了主耶穌，「他說他不恨我了，他還說看到我現在做一些監獄福音的工作，也看到我常常被罵。他想告訴我，希望我繼續努力，在監獄福音的道路上結出更多的果子。最後受害者家屬告訴劉：『我愛你！我們天家見。」
出獄後，劉北元投身志工服務，鼓勵受刑人悔改，並出書寫下心路歷程，成功勉勵許多更生人重返正途。

## 司改國是會議
2017年，劉北元擔任司法改革國是會議第五組「維護社會安全的司法」委員之一，但因其情殺案底而引發爭議，但因其司法專業背景及人權關懷經歷而為政府及委員會接受，提供諸多重要意見協助監獄人權、獄政工作和監所政策修法。

## 著作
- 《孩子你還愛我嗎？寄不出的40封信》（時報出版）: 2015年5月18日、ISBN 978-957-136-273-1
- 《我不再當浮士德！一個律師的悔悟與重生》（四也文化出版公司）: 2016年2月5日、ISBN 978-986-603-978-2
- 《下一秒的人生》（四也文化出版公司）: 2017年7月14日、ISBN 978-986-948-371-1